# Finn Florijn
Finn Florijn (Leiden, 29 de noviembre de 1999) es un deportista neerlandés que compite en remo. Es hijo de los remeros Antje Rehaag y Ronald Florijn, y su hermana Karolien compite en el mismo deporte.
Participó en dos Juegos Olímpicos de Verano, en los años 2020 y 2024, obteniendo una medalla de oro en París 2024, en la prueba de cuatro scull.
Ganó una medalla de oro en el Campeonato Mundial de Remo de 2023 y una medalla de plata en el Campeonato Europeo de Remo de 2023, ambas en la prueba de cuatro scull.

## Palmarés internacional
| Juegos Olímpicos   | Juegos Olímpicos  | Juegos Olímpicos | Juegos Olímpicos |
| Año                | Lugar             | Medalla          | Prueba           |
| ------------------ | ----------------- | ---------------- | ---------------- |
| 2024               | París (Francia)   | Medalla de oro   | Cuatro scull     |
| Campeonato Mundial |                   |                  |                  |
| Año                | Lugar             | Medalla          | Prueba           |
| 2023               | Belgrado (Serbia) | Medalla de oro   | Cuatro scull     |
| Campeonato Europeo |                   |                  |                  |
| Año                | Lugar             | Medalla          | Prueba           |
| 2023               | Bled (Eslovenia)  | Medalla de plata | Cuatro scull     |